# LessTif
LessTif était une implémentation ou clone de la bibliothèque d'interface graphique Motif. LessTif était développée par les « Hungry Programmers ». Son but était d'être un remplacement en logiciel libre à Motif qui assure la compatibilité.
Au contraire de Motif, qui était distribuée jusqu'en 2012 sous une licence privatrice qui peut requérir le paiement de royalties, LessTif était distribuée sous GNU LGPL, qui rendait LessTif plus attractive pour les développeurs, distributeurs et utilisateurs. La licence de Motif était la raison principale motivant le développement de LessTif.
LessTif tendait à la compatibilité au niveau source et binaire avec Motif. Beaucoup d'applications utilisant Motif fonctionnent avec LessTif et/ou pouvaient être compilées avec. Cependant, ce n'est 
pas le cas par exemple de Common Desktop Environment. 
La dernière version de LessTif date du 27 mai 2009 et contient toujours plusieurs bogues dans les fonctions de couper/coller. Aussi, la page du projet recommande de la remplacer par Open Motif. 
Plusieurs distributions Linux dont Debian ont commencé à remplacer LessTif par Open Motif.  
Quant à l'ancienne page lesstif.org[Laquelle ?], elle ne contient plus que des articles en anglais dénués de sens n'ayant aucun rapport avec Motif ou X Window System.[réf. nécessaire]